# Don Cartagena
Don Cartagena è il terzo album del rapper Fat Joe, il primo pubblicato per Atlantic Records, nel 1998.

## Tracce
1. Courtroom Intro – 1:03 – Mack 10
2. The Crack Attack – 2:54 – L.E.S.
3. Triplets (featuring Big Pun & Prospect) – 3:48 – Dame Grease
4. Find Out (featuring Armageddon) – 3:25 – Marley Marl
5. Don Cartagena (featuring Puff Daddy) – 3:50 – Richard "Younglord" Frierson
6. My World (featuring Big Pun) – 3:57 – Baby Paul
7. John Blaze (featuring Nas, Big Pun, Jadakiss & Raekwon) – 4:50 – Ski
8. Walk on By (featuring Charli Baltimore & Rell) – 3:58 – Buckwild
9. Dat Gangsta Shit – 3:10 – DJ Premier
10. Bet Ya Man Can't (Triz) (featuring Big Pun, Cuban Link & Triple Seis) – 5:01 – JAO
11. Misery Needs Company (featuring Noreaga) – 4:21 – The Beatnuts & Ghetto Pros
12. The Hidden Hand (featuring Terror Squad) – 5:06 – Spunk Biggs
13. My Prerogative (featuring Armageddon) – 4:04 – Armageddon
14. Good Times (featuring Layzie Bone & Krayzie Bone) – 3:46 – Rashad Smith
15. Terror Squadians (featuring Terror Squad) – 5:07 – Kurt Gowdy